# 阿夸斯帕尔塔
阿夸斯帕尔塔（義大利語：Acquasparta），是意大利特尔尼省的一个市镇。总面积79.58平方公里，人口5128人，人口密度64.4人/平方公里（2009年）。ISTAT代码为055001。